# Ronde van Vlaanderen 2017
101. edycja wyścigu kolarskiego Ronde van Vlaanderen odbył się w dniu 2 kwietnia 2017 roku i liczył 260,8 km. Start wyścigu miał miejsce w Antwerpii, a meta w Oudenaarde. Wyścig figurował w rankingu światowym UCI World Tour 2017.

## Uczestnicy
Na starcie tego klasycznego wyścigu stanęło 25 zawodowych ekip, osiemnaście drużyn jeżdżących w UCI World Tour 2017 i siedem profesjonalnych zespołów zaproszonych przez organizatorów z tzw. "dziką kartą".
| Numery  | Kod | Drużyna              |
| ------- | --- | -------------------- |
| 1-8     | BOH | Bora-Hansgrohe       |
| 11-18   | QST | Quick-Step Floors    |
| 21-28   | LTS | Lotto Soudal         |
| 31-38   | BMC | BMC Racing Team      |
| 41-48   | CDT | Cannondale-Drapac    |
| 51-58   | TFS | Trek-Segafredo       |
| 61-68   | ORS | Orica-Scott          |
| 71-78   | ALM | Ag2r-La Mondiale     |
| 81-88   | KAT | Team Katusha-Alpecin |
| 91-98   | AST | Astana Pro Team      |
| 101-108 | SKY | Team Sky             |
| 111-118 | DDD | Dimension Data       |
| 121-128 | MOV | Movistar Team        |

| Numery  | Kod | Drużyna                       |
| ------- | --- | ----------------------------- |
| 131-138 | TBM | Bahrain-Merida                |
| 141-148 | TLJ | Team LottoNL-Jumbo            |
| 151-158 | FDJ | FDJ                           |
| 161-168 | SUN | Team Sunweb                   |
| 171-178 | UAD | UAE Team Emirates             |
| 181-188 | SVB | Sport Vlaanderen–Baloise      |
| 191-198 | WGG | Wanty-Groupe Gobert           |
| 201-208 | VWC | Verandas Willems-Crelan       |
| 211-218 | DEN | Direct Énergie                |
| 221-228 | COF | Cofidis                       |
| 231-238 | RNL | Roompot-Nederlandse Loterij   |
| 241-248 | WIL | Wilier Triestina–Selle Italia |

## Klasyfikacja generalna
| M-ce | Imię i nazwisko    | Kraj     | Drużyna                       | Czas       |
| ---- | ------------------ | -------- | ----------------------------- | ---------- |
| 1.   | Philippe Gilbert   | Belgia   | Quick-Step Floors             | 6h 23' 45" |
| 2.   | Greg Van Avermaet  | Belgia   | BMC Racing Team               | + 29"      |
| 3.   | Niki Terpstra      | Holandia | Quick-Step Floors             | + 29"      |
| 4.   | Dylan van Baarle   | Holandia | Cannondale-Drapac             | + 29"      |
| 5.   | Alexander Kristoff | Norwegia | Team Katusha-Alpecin          | + 53"      |
| 6.   | Sacha Modolo       | Włochy   | UAE Team Emirates             | + 53"      |
| 7.   | John Degenkolb     | Niemcy   | Trek-Segafredo                | + 53"      |
| 8.   | Filippo Pozzato    | Włochy   | Wilier Triestina–Selle Italia | + 53"      |
| 9.   | Sylvain Chavanel   | Francja  | Direct Énergie                | + 53"      |
| 10.  | Sonny Colbrelli    | Włochy   | Bahrain-Merida                | + 53"      |
|      |                    |          |                               |            |
| 66.  | Maciej Bodnar      | Polska   | Bora-Hansgrohe                | + 3' 36"   |
| 106. | Łukasz Wiśniowski  | Polska   | Team Sky                      | + 11' 31"  |